# Acuity Brands

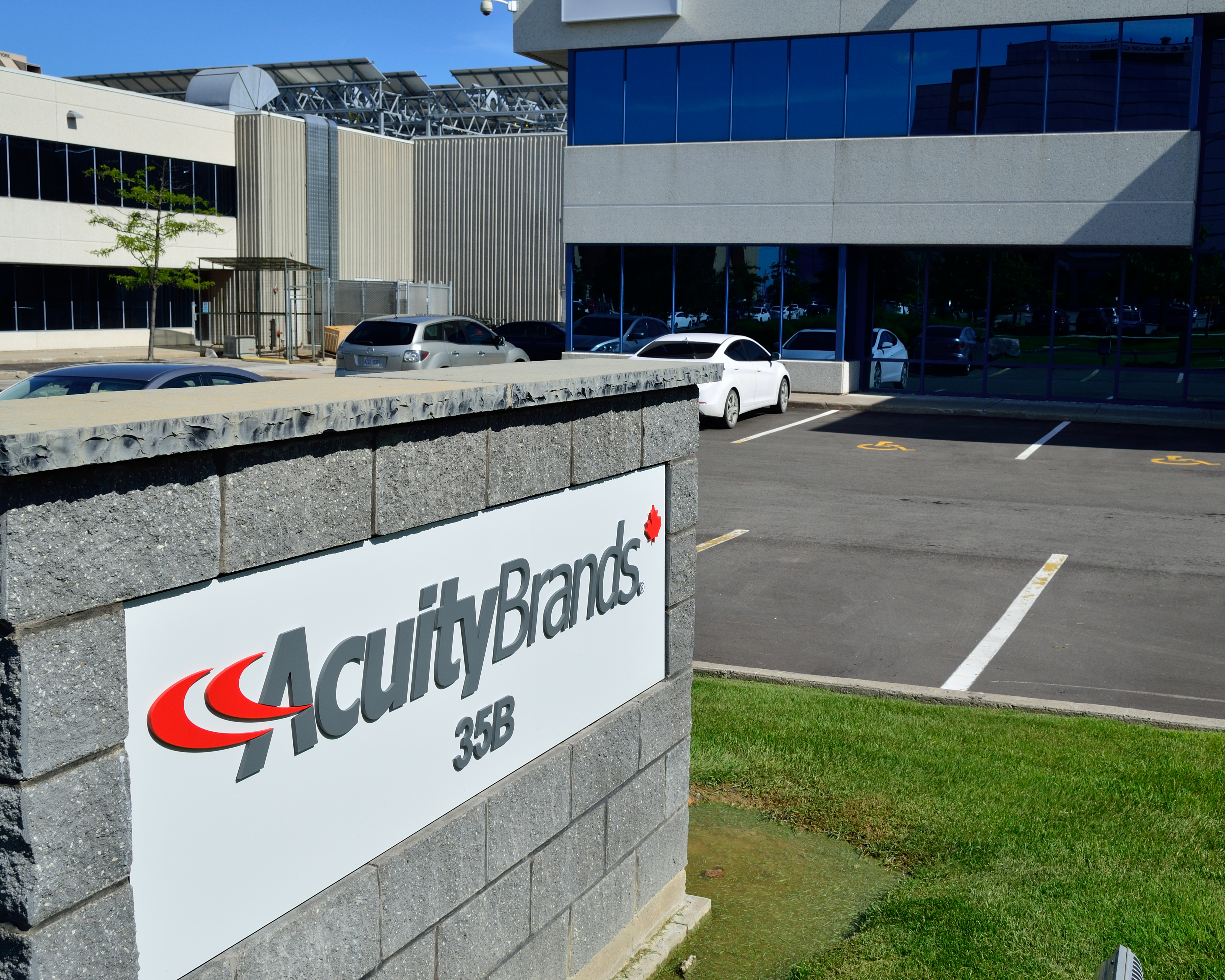
Acuity-Brands-Büro in Ontario, Kanada

Acuity Brands ist ein US-amerikanischer Hersteller von Beleuchtungssystemen. Das Unternehmen wurde im Jahre 2001 gegründet und ist an der Börse (NYSE) gelistet. Es hat seinen Hauptsitz in Atlanta, rund 13.200 Mitarbeiter und einen Umsatz von rund 3,8 Mrd. US-Dollar (Stand 2024).
Im Jahr 2007 wurde ein Teil des Unternehmens  in die Zep Inc. Acuity Brands inkorporiert.

## Beleuchtung
Das Unternehmen stellt Lichttechnikequipment her, darunter Innen- und Außenbeleuchtung für gewerbliche, institutionelle, industrielle und private Kunden und die Infrastruktur. Die Produkte werden im Groß- und Einzelhandel über Bauunternehmen, Ausstellungen und Kataloge angeboten. Der Vertrieb wird über unabhängige Vertriebspartner, Werkshandelsvertreter, Vertriebszentren, regionale Lagerhäuser, Lagerhallen und Gewerbe abgewickelt.

## Schutzmarken
Produkte werden unter anderem den folgenden Schutzmarken angeboten: Lithonia Lighting, Holophane, Peerless, Gotham, Mark Architectural Lighting, Winona Lighting, Healthcare Lighting, Hydrel, American Electric Lighting, Carandini, Antique Street Lamps, Sunoptics, Axion Controls, Sensor Switch, Lighting Control & Design, Synergy Lighting Controls, Pathway Connectivity, Dark to Light, ROAM, RELOC Wiring Solutions, Acculamp, eldoLED und QSC.